# Soozie Tyrell
Soozie Tyrell, connue auparavant sous le nom Soozie Kirschner, est née le 4 mai 1957. Musicienne américaine, elle est connue pour jouer du violon avec le groupe E Street Band de Bruce Springsteen.

## Biographie
Tyrell est née à Pise (Italie), elle est la fille d'un militaire qui a beaucoup voyagé. Sa famille s'est basée en Floride où elle a pris des cours de musique. Elle est ensuite partie à New York où elle fut artiste de rue, avant de constituer le groupe Trickster avec Patti Scialfa et Lisa Lowell.
Elle joue sur "Love is a Sacrifice" de Southside Johnny & The Asbury Jukes en 1980 et dirige son propre groupe de Country, Soozie & High in the Saddle. Tyrell joue aussi avec David Johansen et Buster Poindexter pendant quinze ans, intervenant sur six albums.
La collaboration de Tyrell avec Bruce Springsteen commence en 1992 avec l'album Lucky Town où elle fait de l'accompagnement au chant. Par la suite, elle participe à tous les enregistrements en studio de Springsteen, comme violoniste et chanteuse.
On entend tout particulièrement son violon dans les albums The Rising, We Shall Overcome: The Seeger Sessions, Working on a Dream et Magic. Elle fait aussi de l'accompagnement à la guitare lors des concerts de Bruce Springsteen.
Tyrell a fait l'album White Lines en 2003 sur Treasure Records.